# Liesbeth van der Pol
Elisabeth Maria (Liesbeth) van der Pol (Amsterdam, 20 januari 1959) is een Nederlands architect en was van 2008 tot 2011 Rijksbouwmeester.

## Carrière

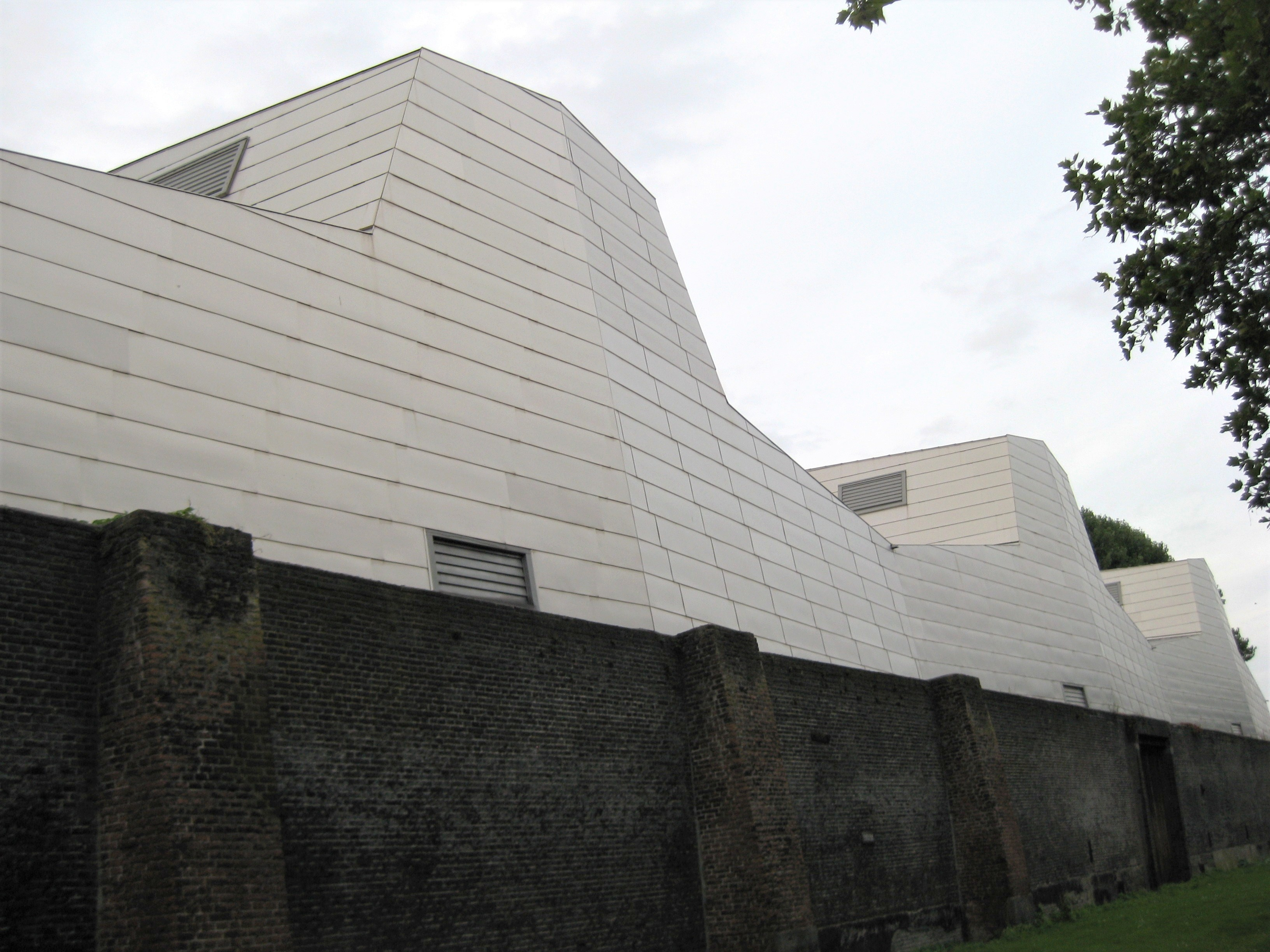
Het depot "Het Behouden Huis" van het Nederlands Scheepvaartmuseum

Haar moeder is/was verpleegster in het Onze Lieve Vrouwe Gasthuis, haar vader werkzaam bij de Nederlandsche Dok en Scheepsbouw Maatschappij (NDSM) die er kortstondig patiënt was. Het gezin woonde om de hoek van het ziekenhuis aan de Populierenweg. Vervolgens verhuisde het gezin naar Oostzaan en begin jaren zeventig terug naar Amsterdam, Michelangelostraat in Amsterdam-Zuid. Daarna woonde ze overal en nergens om zich in de jaren negentig te vestigen aan het Oosterpark. 
Al vroeg in haar jeugd begon ze te tekenen, geïnspireerd door bruggen koos ze voor een studie die zou moeten leiden tot het beroep civiel ingenieur. Ze was even werkzaam op het bureau van Herman Hertzberger en dat zette haar in 1979 tot een studie bouwkunde.
Liesbeth van der Pol studeerde in 1988 af aan de TU Delft. In 1989 vestigde zij zich als zelfstandig architect. In 1989 kreeg ze eervolle vermelding bij de Archiprix voor het ontwerp van een binnenvaartmuseum aan de Plantage Doklaan. In 1992 gevolgd door de Charlotte Köhler Prijs voor architectuur]. In 1993 was er een aanmoedigingprijs bouwkunst, vanwege haar ontwerp van een wooncomplex op de hoek van de Pontanusstraat en Pieter Vlamingstraat, Herman Zeinstra was haar collega daarin. Dat project leverde haar tevens de Rotterdamse  Maaskantprijs voor jonge architecten op. Tegelijkertijd werden naar haar/hun ontwerp gebouwd in Zaanstad (Rooswijk), Almere-Buiten (Rooie donders) en Amsterdam-Noord (trommelwoningen).

In 1995 richtte zij samen met haar partner Herman Zeinstra, gespecialiseerd in stadsvernieuwing, het bureau Atelier Zeinstra van der Pol op. Een bureau dat snel groeide en bekendheid kreeg met een grote verscheidenheid aan projecten, waaronder woningbouw en bouwen voor cultuur en industrie. Atelier Zeinstra van der Pol en Blue Architects Amsterdam verenigden zich in 2007 in het in Amsterdam-Noord gevestigde Dok Architecten (Kraanspoor 34), waar Van der Pol samen met Herman Zeinstra, aan het hoofd staat.
Naast haar werk als architect was en is Van der Pol verbonden als gastdocent aan verschillende universiteiten en academies en heeft ze zitting genomen in meerdere jury's. Ze was hoofd Man and Public Space aan de Design Academy Eindhoven en regelmatig te gast als spreker tijdens lezingen, debatten, congressen en workshops.
Op 15 augustus 2008 volgde zij Mels Crouwel op als Rijksbouwmeester, de eerste vrouw ooit in die positie. Op 1 augustus 2011 gaf ze het stokje door aan Frits van Dongen.
Op 5 maart 2019 werd bekend dat de spanningen over renovatie van het Binnenhof in Den Haag zo hoog opgelopen zijn dat coördinerend architect Liesbeth van der Pol aan de kant is gezet. Zij wilde de Eerste Kamer ingrijpend verbouwen, tot ergernis van betrokken politici.

## Gebouwen

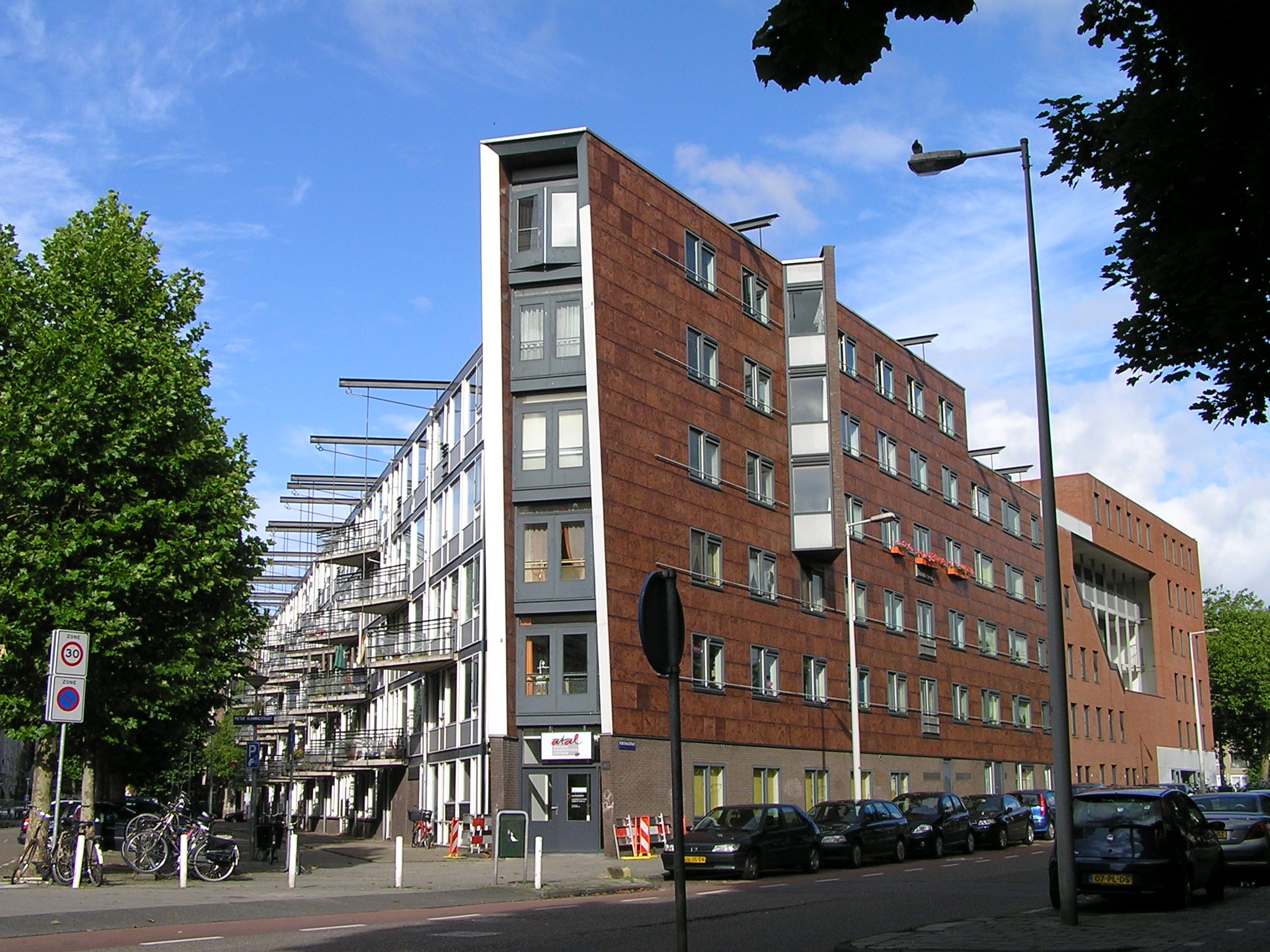
Woningbouw, Amsterdam-Oost

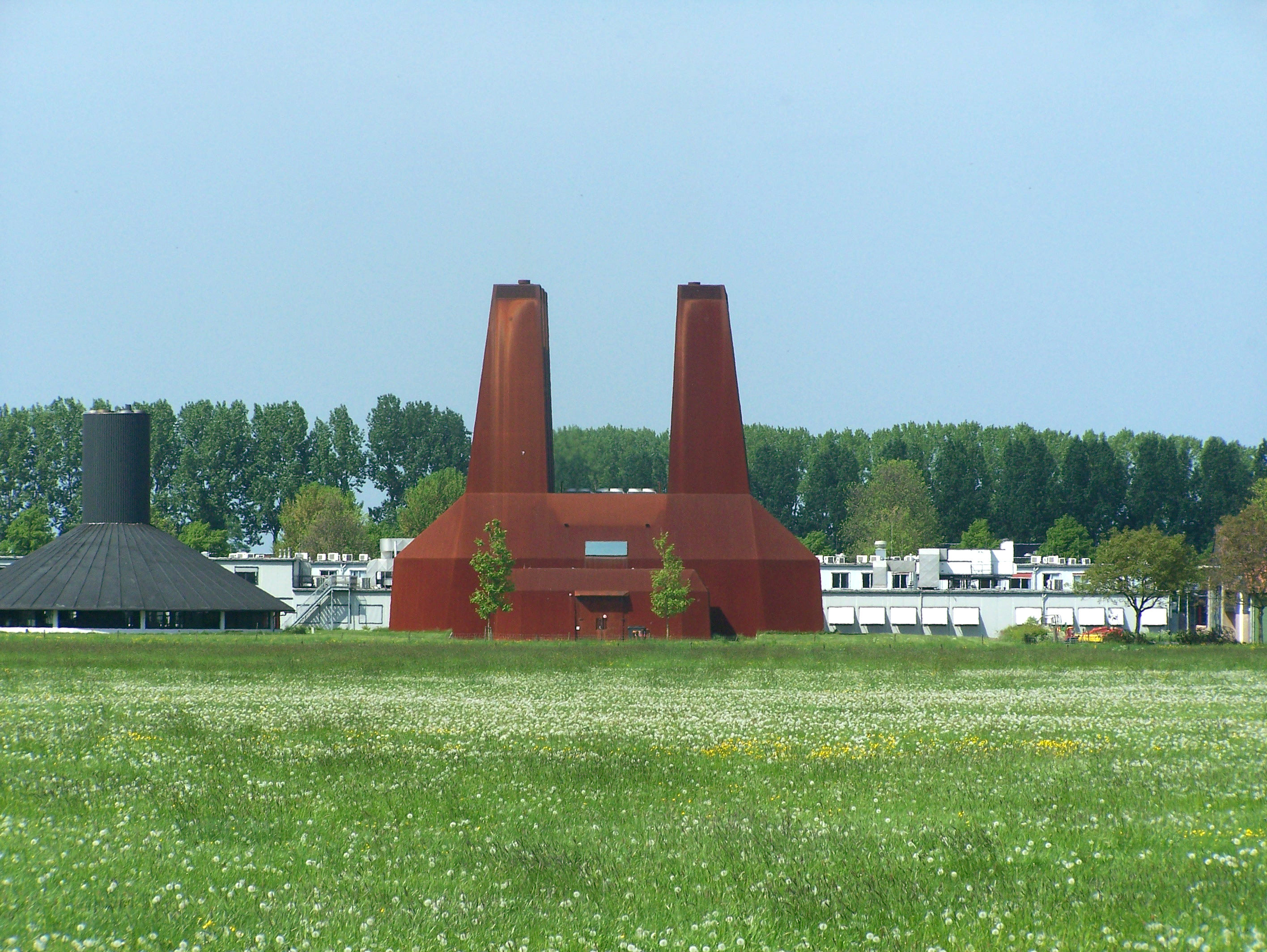
Warmtekrachtkoppelingscentrale aan de Limalaan, complex "Uithof"

Van der Pols werk kenmerkt zich door aandacht voor de locatie en gebruiker, kracht, kleur en expressie. Haar gebouwen zijn uitgesproken karakters. In de zoektocht naar het karakter van de gebouwen gebruikt ze aquarellen en schetsen, waarin de kern van de ontwerpen ligt besloten. Bekende projecten zijn onder meer het Depotgebouw (1997-2001) en de vernieuwing van het Nederlands Scheepvaartmuseum in Amsterdam (2005-2010), de duurzame en geheel uit hout opgetrokken Brede School in Osdorp in Amsterdam (2000-2006), de Mediatheek in Delft (2000-2007) en, in samenwerking met landschapsarchitect Lodewijk Baljon, het Masterplan voor het Waalfront in Nijmegen (2005-2025), de Rooie Donders in de Regenboogbuurt van Almere Buiten (1994-1998), Aquartis in Amsterdam (1996-2001) en de Warmtekrachtkoppelingscentrale op de Uithof in Utrecht (2002).
In 2007 maakte zij een ontwerp voor een (niet uitgevoerd) Nationaal Historisch Museum in Den Haag. In 2020 werd naar ontwerp het appartementencomplex The George in Amsterdam-Zuid opgeleverd; voor het ontwerp maakte ze zelf een aquarel. In 2024 werd woon/winkelpand The Lady aan de P.C. Hooftstraat in Amsterdam opgeleverd.

## Aquarellen
In 2023 kwam er een andere kunstzinnige uiting aan het licht. In Kunstlinie Almere Flevoland kwam een expositie tot stand van haar aquarellen, ondersteund met het boekwerk Met karakter! Die titel verwijst naar haar inspiratiebron Hokusai, die in zijn tekeningen karakteristieke personen afbeeld. Ze trok daarbij een vergelijking naar de bouwstijl Amsterdamse School met haar toegepaste uitstulpingen en inkepingen. 
 Ze is in Almere dan nog voornamelijk bekend vanwege de Rooie donders.